# Oligia confusa
Oligia confusa là một loài bướm đêm trong họ Noctuidae.